# Äquatoriale Welle
Äquatoriale Wellen sind in der Ozeanographie und Meteorologie Wasserwellen, die sich entlang des Äquators ausbreiten. Die Begrenzung auf die Äquatornähe wird dabei durch den Nulldurchgang der Corioliskraft am Äquator verursacht. Typisch sind Begrenzungen auf 5–15° nördlicher bzw. südlicher Breite.
Die Wellen weisen dabei Wellenlängen in der Größenordnung von 1000 km auf und sind mit den planetarischen Wellen verwandt, die von Carl-Gustaf Rossby untersucht wurden. Rossby interessierte sich ursprünglich für die Nord-Süd-Auslenkung des Jetstreams, die er als Welle beschrieb.
Dieselben Wellengleichungen lassen sich auch im Ozean anwenden. Dabei werden horizontale Auslenkungen der Thermokline betrachtet, also der Wasserschicht zwischen dem warmen Oberflächenwasser und dem kalten Tiefenwasser. Die Amplitude der Tiefenänderung der Thermokline liegt dabei in der Größenordnung von 10–50 m, während die Oberflächenamplitude nur wenige Zentimeter beträgt. Die Wellenlängen liegen bei 100–1000 km, bei einer Ausbreitungsgeschwindigkeit von wenigen cm/s, d. h. eine Ausbreitung quer über den Pazifik dauert mehrere Monate. Eine derartige Verschiebung einer 50 m dicken Warmwasserschicht vom südchinesischen Meer vor die Westküste von Mittelamerika ist einer der Erklärungsversuche des El-Niño-Phänomens.
Zur Beobachtung der Wellen misst man bei In-situ-Messungen stellvertretend für die Thermokline die Wassertiefe der 18°-Isotherme, also in welcher Wassertiefe die Wassertemperatur 18 °C beträgt. Allerdings sind mittlerweile auch Satellitenmessungen genau genug, um die wenigen Zentimeter der Wasseroberflächenhöhe (SSH für sea-surface height) aufzulösen. Zugleich werden auch andere Parameter wie die Temperatur (SST für sea-surface temperature) mitgemessen.
Unter den äquatorialen Wellen unterscheidet man die äquatorialen Rossby-Wellen und die Trägheitsschwerewellen mit Moden m = 1, 2, …. Darüber hinaus treten dabei noch Yanai-Wellen auf, die sich als m=0 Mode derselben Dispersionsrelationen auffassen lassen. Die äquatorialen Kelvin-Wellen werden durch vereinfachte Wellengleichungen beschrieben.

## Wellengleichungen
Die Bewegungsgleichungen für die Wellen erhält man, indem man eine Schicht einer inkompressiblen Flüssigkeit konstanter Dichte mit einer freien Oberfläche betrachtet. Die Kontinuitätsgleichungen enthalten dabei noch einen Beitrag von der Coriolis-Kraft, die im sogenannten {\displaystyle \beta }-Ebenen-Modell betrachtet wird: Dabei wird die meridionale Abhängigkeit des Coriolis-Parameters als Taylor-Reihe in der Entfernung zum Äquator {\displaystyle y} entwickelt:
{\displaystyle f_{\text{C}}=2\Omega \sin \varphi +{\frac {2\Omega \cos \varphi }{a}}y+{\mathcal {O}}(y^{2})}
{\displaystyle \Omega } ist die Winkelgeschwindigkeit der Erdrotation, {\displaystyle \varphi } der Breitengrad und {\displaystyle a} der Erdradius.
Aufgrund der Äquatornähe gilt {\displaystyle \sin \varphi \approx 0} und {\displaystyle \cos \varphi \approx 1}. Man erhält daher die Wellengleichungen:
{\displaystyle {\frac {\partial u}{\partial t}}-\beta yv=-g{\frac {\partial \zeta }{\partial x}}}
{\displaystyle {\frac {\partial v}{\partial t}}+\beta yu=-g{\frac {\partial \zeta }{\partial y}}}
{\displaystyle {\frac {\partial \zeta }{\partial t}}+H\left({\frac {\partial u}{\partial x}}+{\frac {\partial v}{\partial y}}\right)=0}
Dabei ist:
{\displaystyle x} zonale Koordinate
{\displaystyle y} meridionale Koordinate
{\displaystyle u} zonale Geschwindigkeitskomponente
{\displaystyle v} meridionale Geschwindigkeitskomponente
{\displaystyle g} Schwerebeschleunigung
{\displaystyle \zeta } Oberflächenauslenkung
{\displaystyle \beta ={\frac {2\Omega }{a}}} Rossby-Parameter, in dieser Näherung eine Konstante
{\displaystyle H} „Wassertiefe“, bzw. Schichtdicke.
In der Literatur werden die Gleichungen meist in eine dimensionslose Form konvertiert. Die Einheiten der Zeit und Länge sind dabei
{\displaystyle \left[T\right]={\sqrt {\frac {1}{c\beta }}}\mathrm {\ und\ } \left[L\right]={\sqrt {\frac {c}{\beta }}}},
wobei {\displaystyle c={\sqrt {gH}}} die Geschwindigkeit von Schwerewellen in dieser „Wassertiefe“ ist. Das Modell wird auch als Kanalmodell bezeichnet, bzw. wenn die konstante Dichte hervorgehoben werden soll als barotropes Modell.
Zur Lösung der obigen Wellengleichungen setzt man die {\displaystyle x}- und {\displaystyle t}-Abhängigkeit von {\displaystyle u}, {\displaystyle v} und {\displaystyle \zeta } als {\displaystyle e^{i(kx-\omega t)}} an, also z. B. {\displaystyle v=e^{i(kx-\omega t)}{\bar {v}}}. Nach Eliminierung von {\displaystyle u} und {\displaystyle \zeta } ergibt sich
{\displaystyle {\frac {d^{2}{\bar {v}}}{dy^{2}}}+\left({\frac {\omega ^{2}}{c^{2}}}-k^{2}-{\frac {\beta k}{\omega }}-{\frac {\beta ^{2}}{c^{2}}}y^{2}\right){\bar {v}}=0\ ,}
also die Schrödinger-Gleichung des harmonischen Oszillators. Es ist daher
{\displaystyle {\bar {v}}(y)=\mathrm {const} \cdot e^{-{\frac {1}{2}}{\frac {\beta }{c}}y^{2}}H_{m}\left({\sqrt {\frac {\beta }{c}}}y\right)}
mit den Hermite-Polynomen {\displaystyle H_{m}} und den Moden m = 0, 1, 2, ….

## Dispersionsrelationen

Dispersionsrelation äquatorialer Wellen nach Matsuno, Wheeler-Kiladis und Judt

Als Dispersionsrelationen erhält man
{\displaystyle {\frac {\omega ^{2}}{c_{s}^{2}}}-k^{2}-{\frac {\beta k}{\omega }}={\frac {\beta }{c_{s}}}(2m+1)\ .}
Die oben eingeführte Geschwindigkeit freier Schwerewellen wird dabei zur Unterscheidung von Gruppen- und Phasengeschwindigkeit der betrachteten Wellen mit {\displaystyle c_{s}={\sqrt {gH}}} bezeichnet. Matsuno klassifizierte die Wellen, indem er die für große Wellenzahl genäherten Lösungen der Dispersionsrelation darstellte:
{\displaystyle \omega _{1/2}=\pm c_{s}{\sqrt {k^{2}+{\frac {\beta }{c_{s}}}(2m+1)}}\ ,}
{\displaystyle \omega _{3}=-{\frac {\beta k}{k^{2}+{\frac {\beta }{c_{s}}}(2m+1)}}\ .}
Man beachte, dass das auch für {\displaystyle k\to 0} Lösungen der Dispersionsrelationen sind.
In der gewählten Darstellung ist die Phasengeschwindigkeit für positive Wellenzahl ostwärts gerichtet, für negative Wellenzahl westwärts.

### Trägheitsschwerewellen
Die ersten beiden Lösungen werden dabei für {\displaystyle m\geq 1} als Trägheitsschwerewellen (engl.: inertio-gravity waves) bezeichnet und haben west- und ostwärts gerichtete Phasengeschwindigkeit {\displaystyle c_{1/2}=\pm {\frac {c_{s}}{k}}{\sqrt {k^{2}+{\frac {\beta }{c_{s}}}(2m+1)}}}. Die Lösungen weisen um die y-Achse Minima bei {\displaystyle {\sqrt {{\frac {\beta }{c_{s}}}(2m+1)}}} auf. Je nach Richtung der Phasengeschwindigkeit werden diese Wellen mit EIG (eastward inertio-gravity wave) oder WIG abgekürzt.

### Äquatoriale Rossby-Wellen
Die dritte Lösung identifizierte Matsuno für {\displaystyle m\geq 1} mit langsameren, westwärts laufenden Rossby-Wellen, wobei wie oben angedeutet im Gegensatz zu Rossbys Beschreibung die Coriolis-Kraft in Äquatornähe nur durch das {\displaystyle \beta } einbezogen wird. Die Phasengeschwindigkeit beträgt dabei {\displaystyle c_{3}=-{\frac {\beta }{k^{2}+{\frac {\beta }{c_{s}}}(2m+1)}}}.
Man beachte, dass für {\displaystyle m\geq 1} zwischen der maximalen Geschwindigkeit der äquatorialen Rossby-Welle und der minimalen Geschwindigkeit der Trägheitsschwerewellen eine deutliche Lücke zu erkennen ist.

### Yanai-Wellen, auch gemischte Rossby-Schwerewellen
Für {\displaystyle m=0} lässt sich die Dispersionsrelation faktorisieren, wobei sich die Linien für die Wurzeln für die Trägheitsschwerewellen einerseits und für die Rossby-Welle andererseits schneiden. Es gibt sich eine durchgehende Linie, die ostwärts der Lösung für eine Trägheitsschwerelinie entspricht und westwärts einer Rossby-Welle. Die dritte Lösung muss ausgeschlossen werden, weil sie zu den Polen hin nicht gegen null geht.
Die so zusammengesetzte Linie für {\displaystyle m=0} schließt die Lücke im Spektrum, die wie oben erwähnt für die Moden mit {\displaystyle m\geq 1} auftritt. Diese Wellen wurden Michio Yanai zu Ehren Yanai-Wellen genannt.
Die Yanai-Welle verhält sich für niedrige Frequenzen wie eine Rossbywelle mit westwärtiger Phasengeschwindigkeit und für hohe Frequenzen wie eine Schwerewelle mit ostwärtiger Phasengeschwindigkeit. Aufgrund dieses gemischten Verhaltens wird die Yanai-Welle auch gemischte Rossby-Schwerewelle (engl.: mixed Rossby-gravity wave oder MRG) genannt. Die Gruppengeschwindigkeit ist für Yanai-Wellen immer nach Osten gerichtet und liegt in der Größenordnung von 2 bis 3 m/s. Das bedeutet, dass sich diese Wellen relativ schnell ostwärts über den äquatorialen Ozean bewegen können und dass sie beispielsweise etwa einen Monat brauchen, um den Pazifik am Äquator zu überqueren.

### Äquatoriale Kelvin-Wellen
Eine weitere Lösung der Wellengleichungen erhält man, indem man keine meridionale Geschwindigkeitskomponente zulässt und das v in den Wellengleichungen von vorneherein ausschließt. Diese Lösungen werden als äquatoriale Kelvinwellen bezeichnet. Auch wenn sie nichts mit dem obigen Lösungsansatz zu tun haben, gab ihnen bereits Matsuno die Modenzahl „{\displaystyle m=-1}“.
Kelvin-Wellen treten gewöhnlich in Küstennähe auf, wo ihnen durch die Küste eine klare Randbedingung gegeben wird. Der Vorzeichenwechsel der Corioliskraft bildet am Äquator eine „Wand“ und stellt daher für die Kelvinwellen eine entsprechende Randbedingung dar wie eine Küste. Die Lösungen haben auf der Nordhalbkugel und der Südhalbkugel unterschiedliche Drehrichtung.